# Giuseppe Di Mare
Giuseppe Di Mare (* 28. März 1997 in Pompei) ist ein italienischer Ruderer. Er wurde 2018 und 2019 Weltmeister im Leichtgewichts-Zweier ohne Steuermann.

## Karriere
Di Mare stieg zur Saison 2017 mit Alfonso Scalzone in den Leichtgewichts-Zweier ohne Steuermann. Gemeinsam gewannen die beiden bei den Europameisterschaften hinter den Iren und Russen die Bronzemedaille. Anschließend starteten sie auch bei der U23-Weltmeisterschaft, wo sie vor den Booten aus der Türkei und Irland den Titel gewannen. Im September starteten sie auch noch bei der Weltmeisterschaft in Sarasota-Bradenton. Dieses Mal konnten sie sich vor den Russen platzieren und hinter den Iren die Silbermedaille gewinnen. 2018 startete er zusammen mit Raffaele Serio bei den U23-Weltmeisterschaften im Leichtgewichts-Zweier ohne Steuermann. Hinter den Booten aus Irland und Griechenland gewannen die beiden die Bronzemedaille. Zum Saisonabschluss stieg er wieder mit Alfonso Scalzone in den Leichtgewichts-Zweier ohne Steuermann. Gemeinsam gewannen die beiden den Titel bei den Weltmeisterschaften in Plowdiw.
2019 startete er mit Niels Torre im Leichtgewichts-Doppelzweier bei der U23-Weltmeisterschaft. Sowohl im Halbfinale als auch im Finale unterlagen sie dem deutschen Boot und gewannen damit am Ende die Silbermedaille. Anschließend stieg er wieder mit Raffaele Serio in den Leichtgewichts-Zweier ohne Steuermann. Bei den Weltmeisterschaften in Linz/Ottensheim konnten er den Titel vor den Booten aus Russland und Brasilien verteidigen. 

## Internationale Erfolge
- 2017: Bronzemedaille Europameisterschaften im Leichtgewichts-Zweier ohne Steuermann
- 2017: Goldmedaille U23-Weltmeisterschaften im Leichtgewichts-Zweier ohne
- 2017: Silbermedaille Weltmeisterschaften im Leichtgewichts-Zweier ohne
- 2018: Bronzemedaille U23-Weltmeisterschaften im Leichtgewichts-Zweier ohne
- 2018: Goldmedaille Weltmeisterschaften im Leichtgewichts-Zweier ohne
- 2019: Silbermedaille U23-Weltmeisterschaften im Leichtgewichts-Doppelzweier
- 2019: Goldmedaille Weltmeisterschaften im Leichtgewichts-Zweier ohne